# Clã Hayashi (Owari)
Para outros significados, ver Clã Hayashi
O clã Hayashi de Owari (尾張林氏, Owari Hayashi-shi) foi um clã samurai que serviu ao clã Oda; uma figura famosa, Hayashi Hidesada, era um dos principais vassalos de Oda Nobunaga. A família se originou na vila de Oki no distrito de Kasugai da província de Owari. No período Edo, a família governou o domínio de Owari.

## Figuras notáveis
- Hayashi Hidesada
- Hayashi Michitomo (林通具)
- Hayashi Michimasa (林通政)